# سامي مهدي
سامي مهدي عباس (1940 - 1 أيلول/سبتمبر 2022) أديب وشاعر عراقي.

## حياته
ولد سامي مهدي في بغداد، ودرس في كلية الآداب بجامعة بغداد، وتخصص في الاقتصاد، وشغل منصب المدير العام لدائرة الشؤون الثقافية في وزارة الثقافة والإعلام، بالإضافة إلى منصب المدير العام للإذاعة والتلفزيون، كما تولى رئاسة تحرير العديد من الصحف والمجلات منها «المثقف العربي»، و«الأقلام»، و"ألف باء"، و«الجمهورية».

## أعماله

### دواوينه الشعرية
- رماد الفجيعة سنة 1966.
- أسفار الملك العاشق سنة 1971.
- أسفار جديدة سنة 1976.
- الأسئلة سنة 1979.
- الزوال سنة 1981.
- أوراق الزوال سنة 1985.
- سعادة عوليس سنة 1987.
- الأعمال الشعرية سنة 1987.
- بريد القارات سنة 1989.
- حنجرة طرية سنة 1993.
- مراثي الألف السابع وقصائد أخرى سنة 1997.
- الخطأ الأول سنة 1997.

### أخرى

#### مجموعات شعرية لاحقة
- سعادة خاصة 2001.
- مدونات هابيل بن هابيل 2006.
- الطريق إلى الوادي 2007.
- لاقمر بعد هذا المساء 2008.
- أبناء إيننا 2009.
- يحدث دائماً 2014.
- صعوداً إلى سيحان (رواية) سنة 1987.
- ألف ليلة وليلة... كتاب عراقي أصيل.[5]
- مختارات من الشعر الإسباني المعاصر (ترجمة) 1992.
- POEMS (مختارات).
- جاك بريفير (مختارات مترجمة).
- هنري ميشو (مختارات مترجمة).

#### في حقل الدراسات الأدبية والنقدية
- أفق الحداثة وحداثة النمط 1988.
- الثقافة العربية من الشفاهية إلى الكتابة 1993.
- وعي التجديد والريادة الشعرية في العراق 1993.
- الموجة الصاخبة - شعر الستينات في العراق ط1 1994 ط2 2015.
- المجلات العراقية الريادية ودورها في تحديث الأدب والفن ط1 1995 ط2 2014.
- نهاد التكرلي رائد النقد الأدبي الحديث في العراق ط1 2001 ط2 2015.
- نظرات جديدة في أدب العراق القديم 2007.
- تجربة توفيق صايغ الشعرية ومرجعياتها الفكرية والفنية 2009.
- آرتور رامبو: الحقيقة والأسطورة 2011.
- في الطريق إلى الحداثة - درات في الشعر العراقي المعاصر 2013.
- ذاكرة الشعر - رؤى ومواقف ومراجعات 2013.
- آفاق نقدية - قراءات في المتون وفي مناهج التحليل 2014.
- ألف ليلة وليلة - كتاب عراقي أصيل 2014.

#### في حقل الترجمة
- جاك بريفير - قصائد مختارة ط1 1988 ط2 1998.
- هنري ميشو - مختارات ط1 1989 ط2 1998.
- مختارات من الشعر الإسباني المعاصر (1950- 1975) 1992.
- سنابل الليل - مختارات من الشعر العالمي 2000.

## وفاته
توفي سامي مهدي يوم الخميس 1 أيلول/ سبتمبر 2022 عن عمر ناهز الثانية والثمانين، إثر مرض عضال.